# بی‌پنجه‌ها
بی‌پنجه‌ها (نام علمی: Aonyx) نام یک سرده از زیرخانواده سمور آبی است.

## گونه‌ها و زیرگونه‌ها
- شنگ بی‌پنجه آفریقایی, Aonyx capensis
- Cameroon Clawless Otter, Aonyx congicus
- شنگ پنجه‌کوچک خاوری, Aonyx cinerea